# Oxon.
Oxon, meist in der Form (Oxon.) ist ein Zusatz, der von Absolventen, selten auch Studenten, der University of Oxford nach dem akademischen Titel (zum Beispiel MA oder PhD) geführt wird. Die Abkürzung steht für das Adjektiv Oxoniensis und ist von der lateinischen Namensform für Oxford, Oxonia, abgeleitet.